# Bestune B50
Bestune B50 (ранее Besturn B50) — выпускавшийся в 2009—2019 годах компактный седан китайского производителя Bestune — суббренда компании FAW. В России дебютировал в 2012 году на Московском международном автомобильном салоне в качестве первой продаваемой на российском рынке модели.

## Первое поколение (2009—2016)
Первое поколение автомобилей Bestune B50 разработано дизайнером Italdesign Giugiaro на базе Mazda 6. Автомобиль приводился в движение двигателями Volkswagen EA111 и Volkswagen EA211 объёмом 1,6 литра, которые также устанавливались на Volkswagen Bora производства FAW-Volkswagen. В 2013 году было продано 62342 единицы, а в 2014 году было продано 72259 единиц. Двигатели сочетались в паре с трансмиссиями Aisin Seiki. Также автомобиль проходил краш-тест C-NCAP, оценённый в 4 звезды.

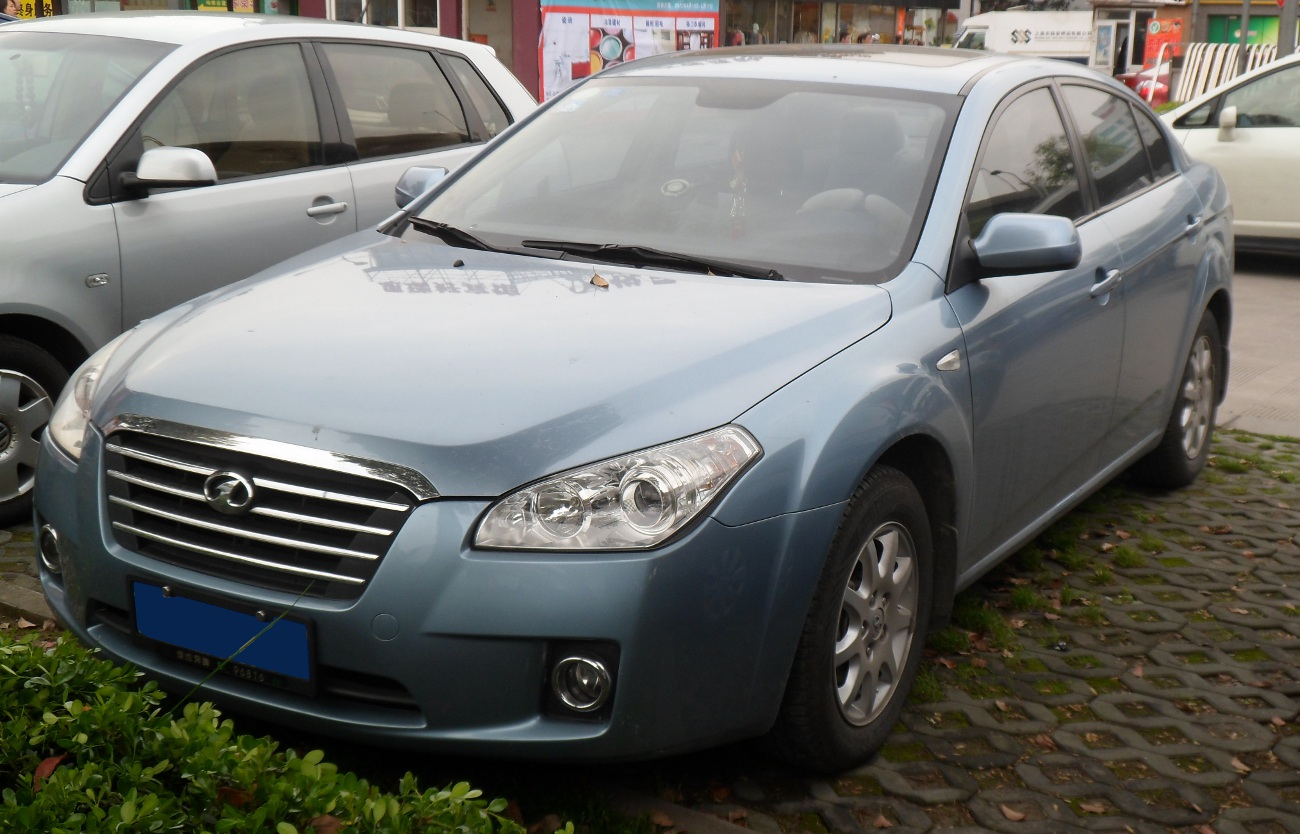
Вид спереди
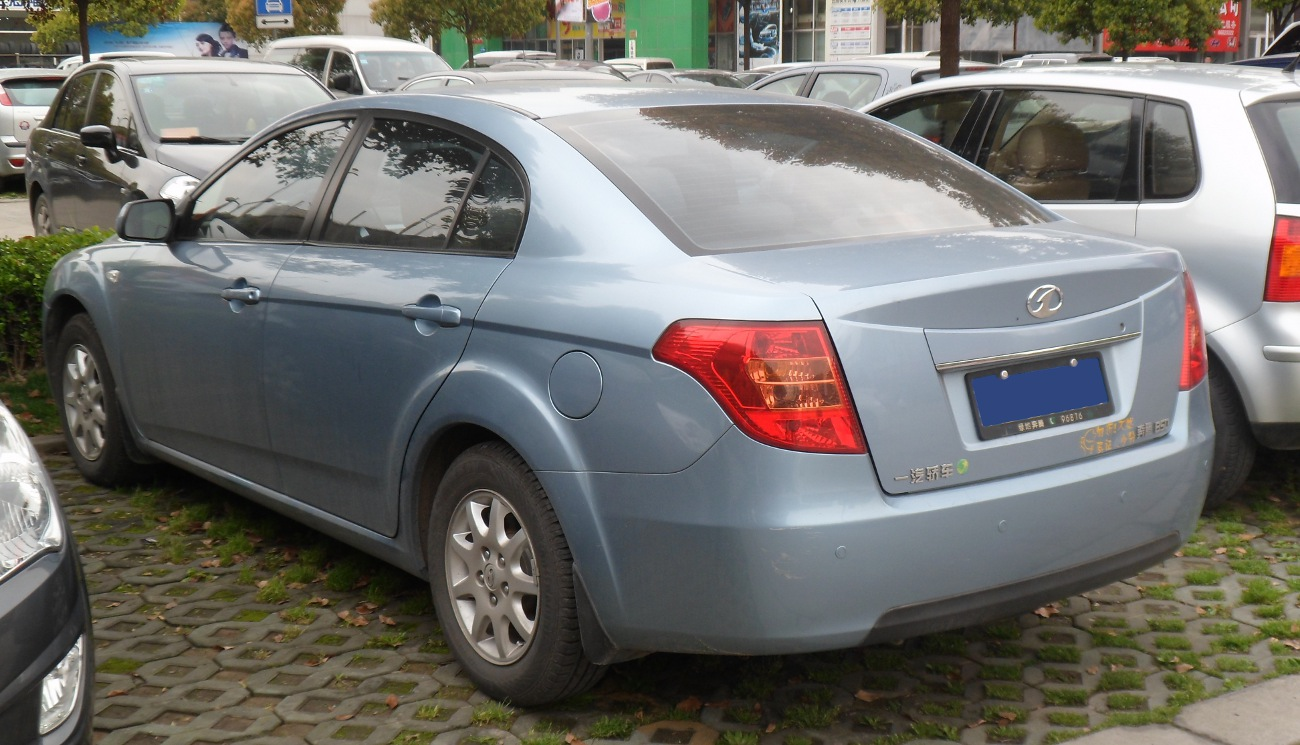
Вид сзади
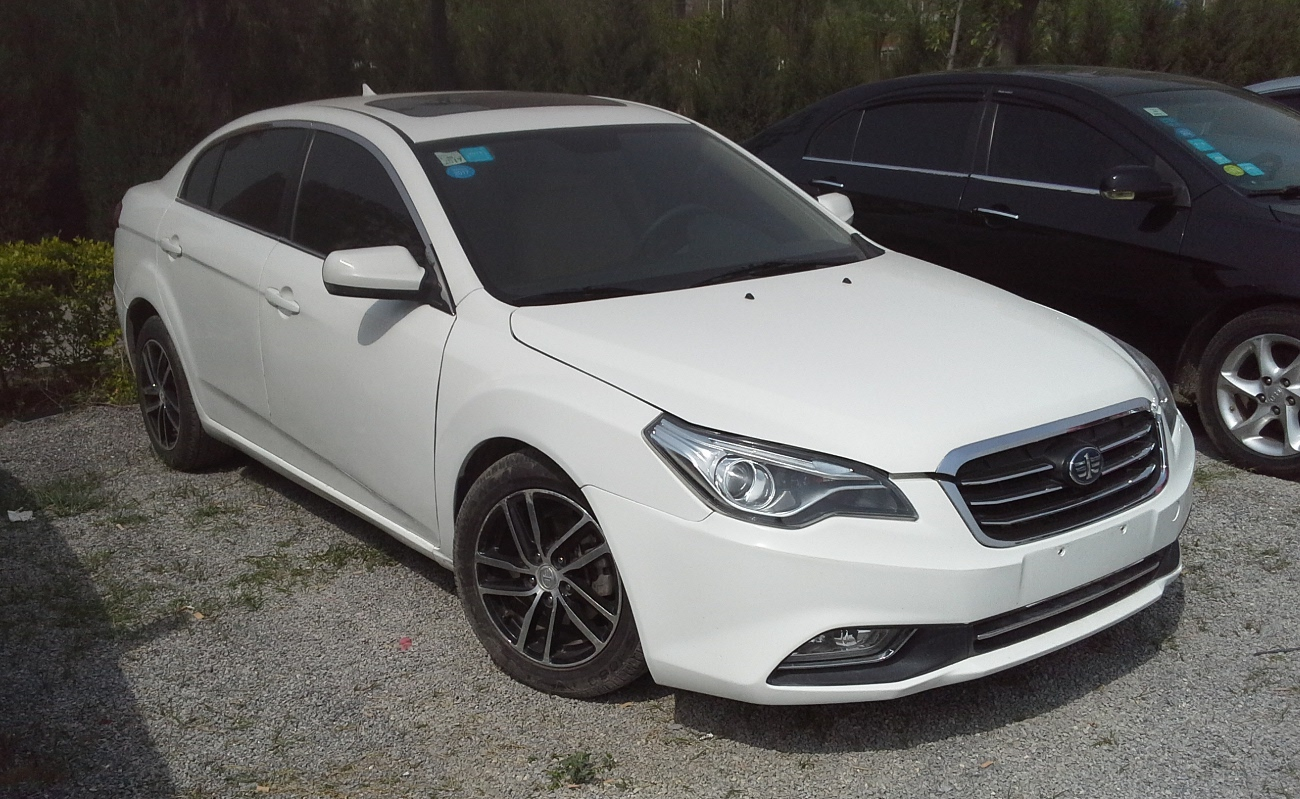
Фейслифтинг передней части
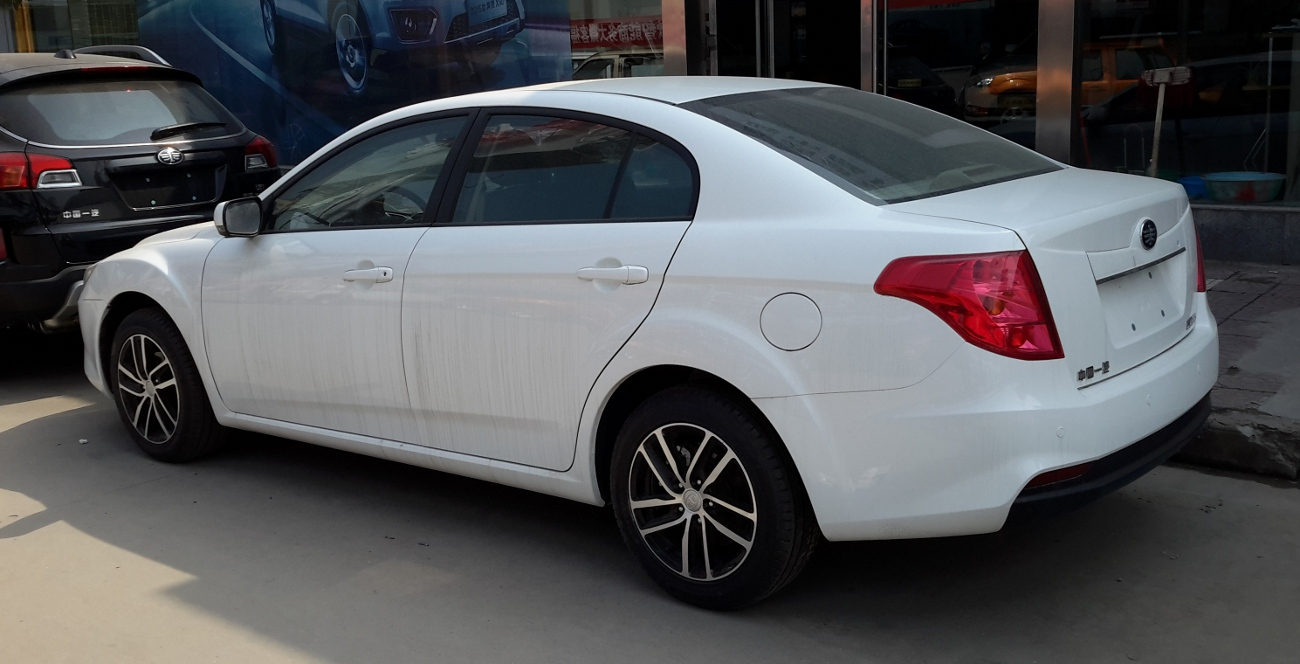
Фейслифтинг задней части
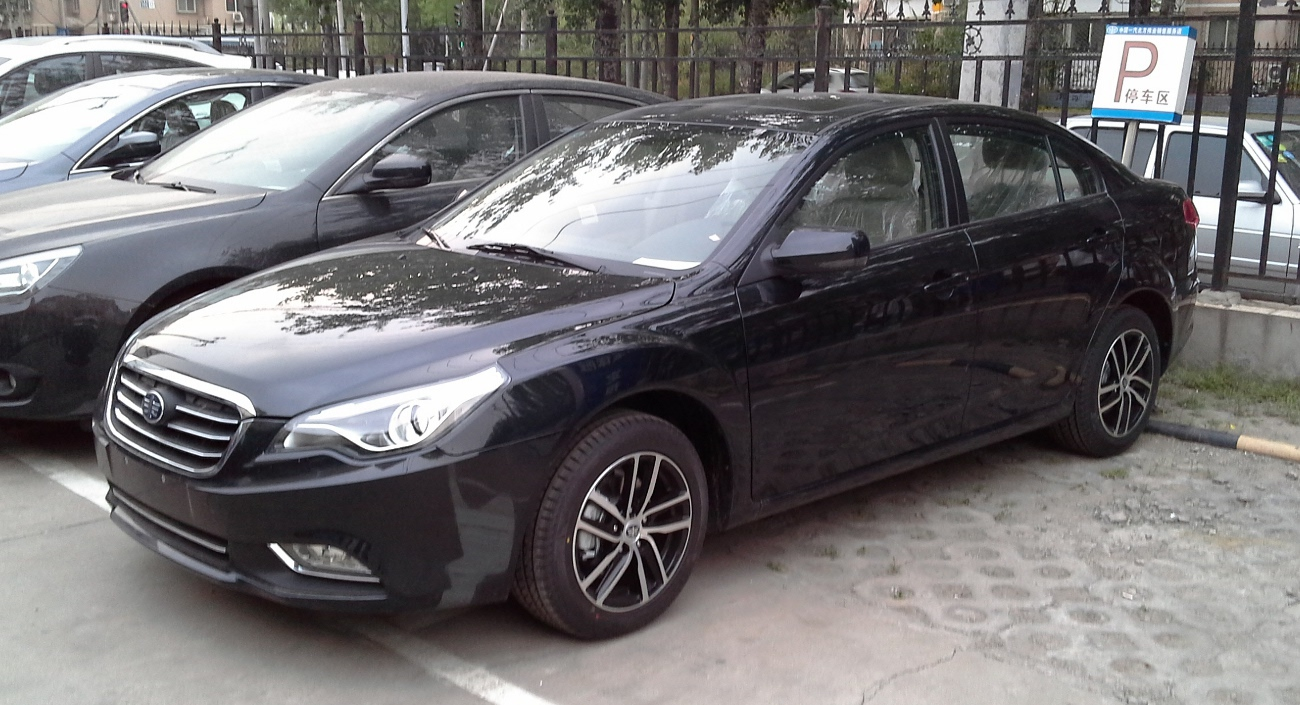
Bestune B50

## Второе поколение (2016—2019)
Второе поколение автомобилей Bestune B50 выпускалось с середины 2016 года. Цены варьировались от 81800 до 117800 юаней.

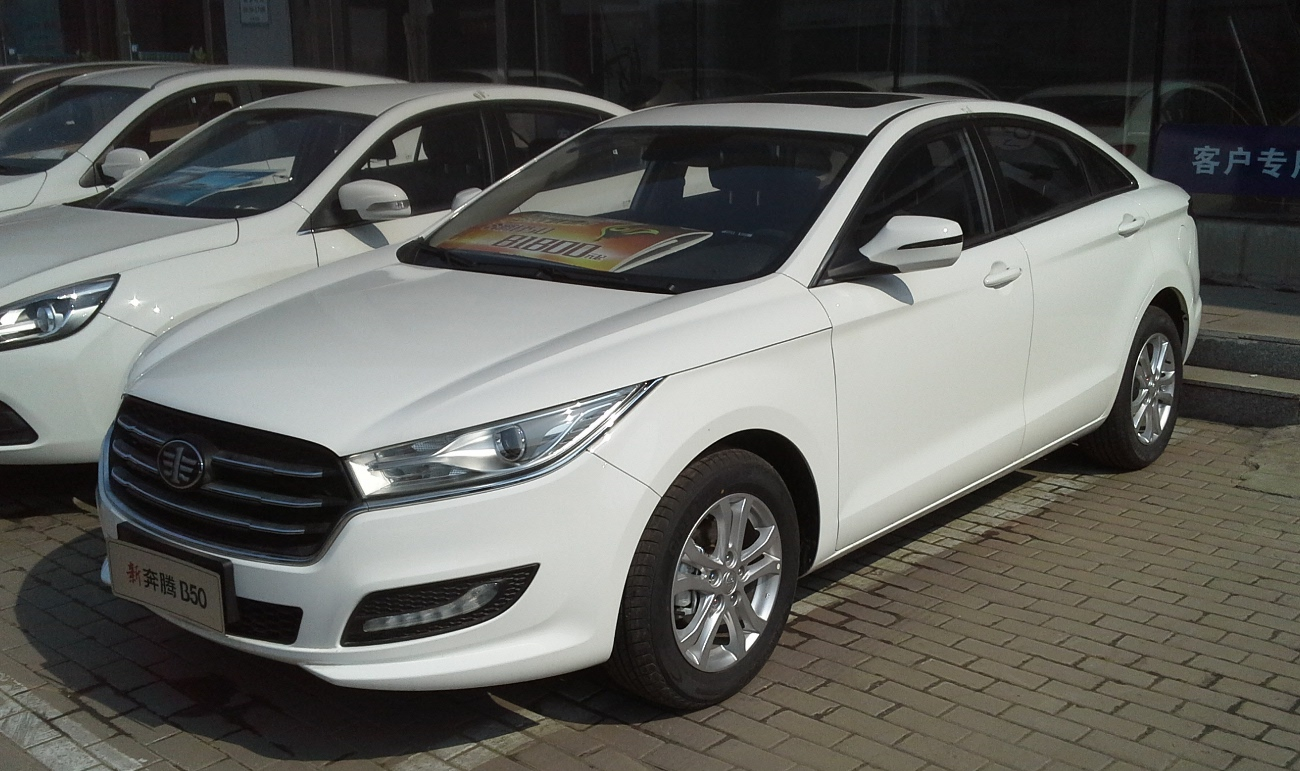
Вид спереди
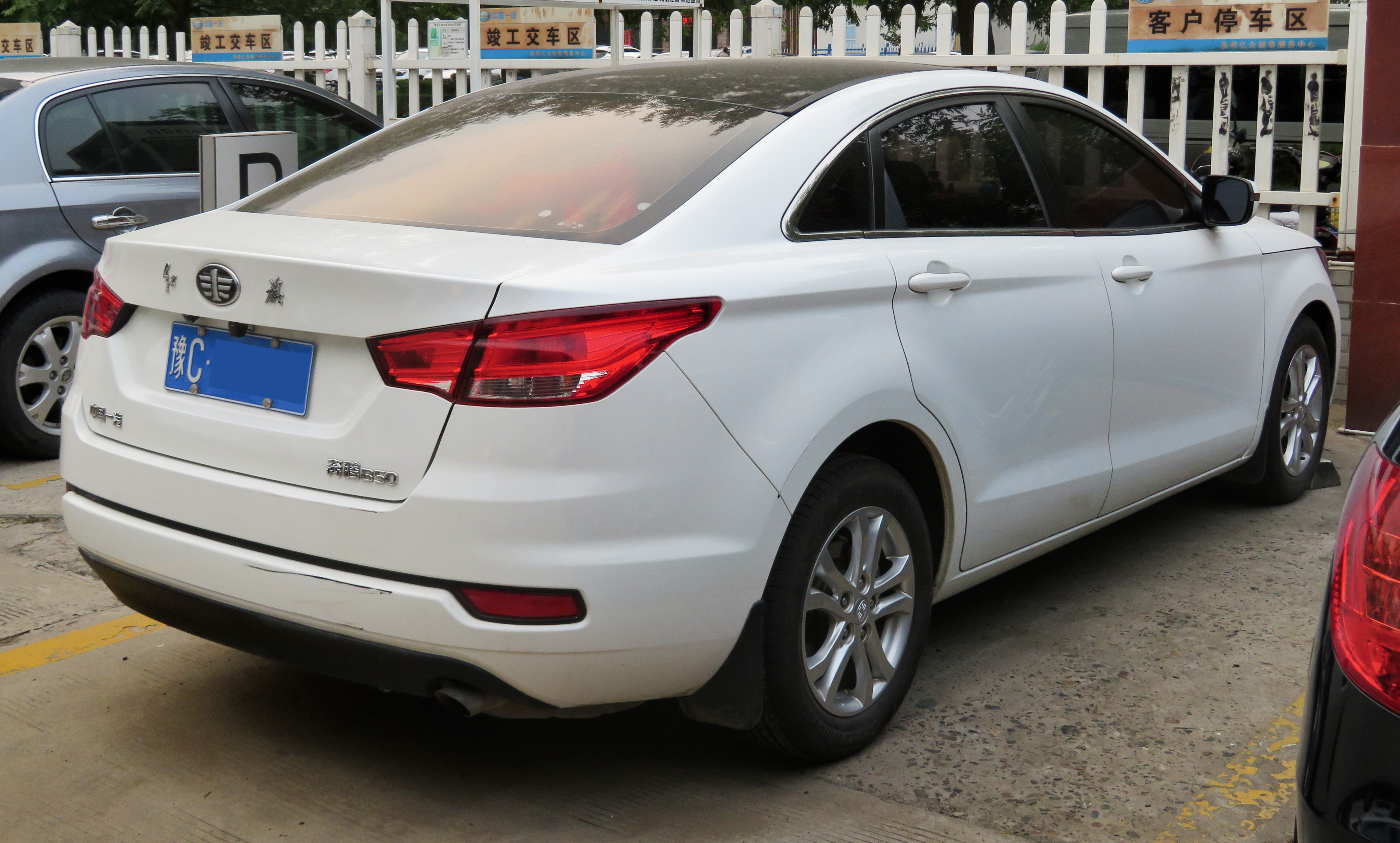
Вид сзади
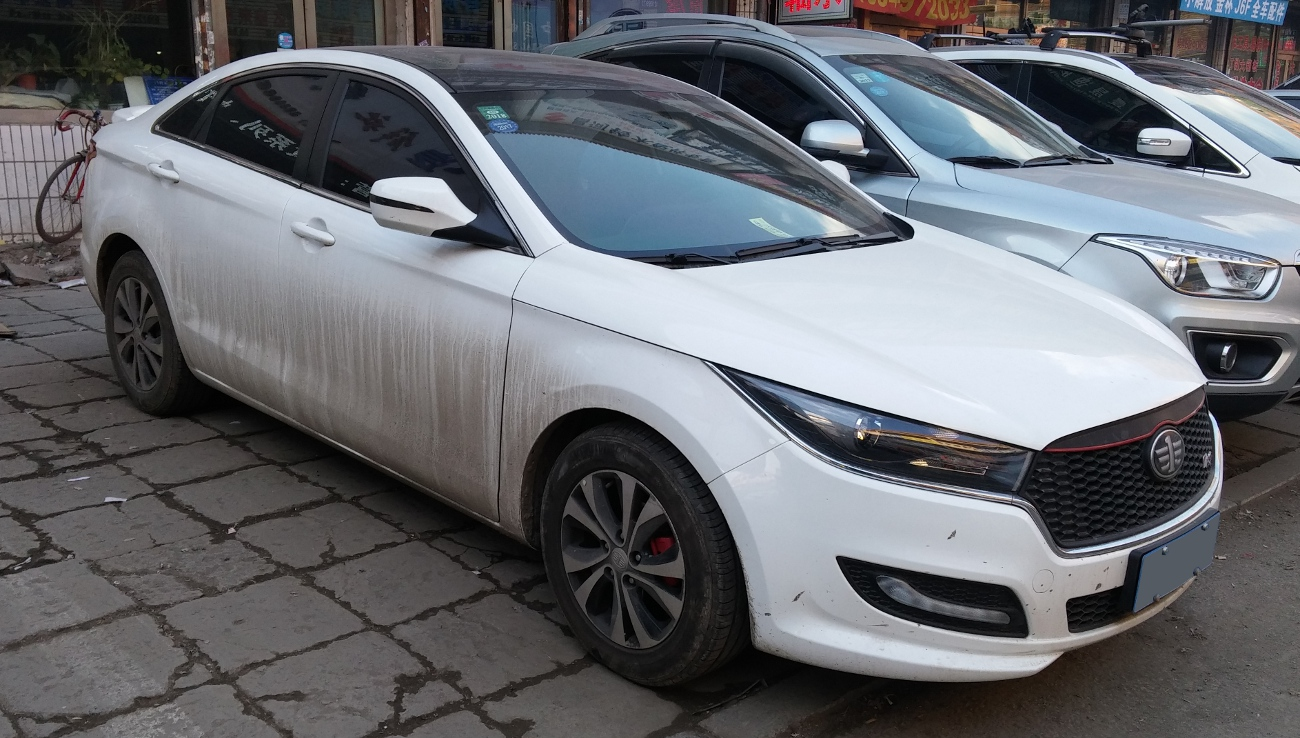
Besturn B50 II RS